# 李炳 (香港商人)
李炳（1871年—1953年），又名李炳榮，字崇慶，號瑞琴。廣東五華縣大布鄉人。約1890年遷居香港，並在20世紀初成立榮泰建築公司，承接了不少香港重要工程，例如修築水塘、水渠等食水工程、道路和學校。

## 生平
李炳先生曾經參與二十世紀初香港不少重要工程，例如修築水塘、興建道路及學校等。曾經捐出深水埗街市現址與政府興建市場,復組設九龍四約輪船公司，興辦深水埗渡海輪船。
晚年經常駕車遊山玩水，巡視昔日工程項目。
1953年7月24日逝世，享年87歲，同年8月1日安葬於跑馬地天主教墳場。

## 貢獻
李炳先生是經營建築工程。以誠實為香港政府所倚重，對香港的建設發展有一定的貢獻，包括山頂水塘，荔枝角道水塘，及大灣、荃灣和大坑三處供給食水工程，旺角水閘，西營盤礮臺，大埔道至背子石之截水渠，油蔴地至紅磡之公路，油蔴地之官立書院等。
1913 年與當是仕紳李右泉（1861-1940）、曹善允（1868-1953）、周壽臣（1861-1959）、李葆葵（李陞之侄子）倡議並捐款興建華人永遠墳場。

1915 年與劉鑄伯（1867-1922）、何啟（1859-1914）、韋寶珊（1849-1921）、何甘棠（1866- 1950）、黃耀東（資料不詳）等二十世紀初香港華人領袖、富商倡辦深水埗公立醫局，捐款 6000 元。
李炳先生亦捐出深水埗街市現址，供政府建築市場，也復組設九龍四約輪船公司，興辦深水埗渡海輪船。
1915年，曾經參與保育宋王臺活動
「宋王臺」大石於日治期間被一炸為三，整塊巨岩散於舊日「聖山」的山腳。幸而當中三個「宋王臺」大字，與旁邊「清嘉慶丁卯重修」七個小字，還保存完好。香港大學教授賴際熙，籲請香港政府劃地數畝，永作「宋臺舊址」。一百年前，香港市民欲想做古蹟保育工作，政府只是負責批出土地，保育經費及有關工程，則要市民自己籌集張羅，李炳先生於是捐錢幫忙修繕，協助把「宋王臺」大石移至現時的宋王臺公園。1959年，當時香港政府立碑紀念此事，并把石碑立在宋王臺公園内。

1920 年，捐款 1 萬元與賴煥文等人成立客家團體崇正總會，被推舉為永遠名譽會長。
早在 1902 年，當他稍為有一點兒余錢時，李炳就慷概解囊在家鄉五華捐款建立五華紫金山學校。該校 1950 年改名為五華中學，至今還在運營。 
1921 年 3 月 24 日港督司徒拔委任他為其中一位有關香港工廠童工問題的調查專員(Commissioner)。李炳先生了解教育為立國之本， 支持興學育才。雖然李炳先生並沒有接受過任何正式教育，他熱衷推廣和普及教育。在香港及國內支持興辦教育，如創立香港大學、遷建廣州中山大學、五華紫金山學校肇始。

1921 年獲委任為太平紳士。

## 家庭
李炳先生一共有四房人，元配黃氏，繼配邱氏，簉室劉氏、邱氏。共有 6 子（顯祥，顥祥，頤祥，頎祥，順祥和穎祥） 及5 女（帶英，翠英，麗英，培英和煜英）。
他的六個兒子中，其中以主持崇源的李顥祥及李頎祥（Robert Li， 1916-2013）至為出名，李炳中學及中大圖書館便是由他們在 80 年代初捐建。
有哈佛碩士及曾任東華總理的李頎祥同時亦曾任印度海外銀行華經理， 後來又出任其岳父代理美國輪船的業初船務公司總經理，其妻陳倩華(Olivia Chan Li，1924-2017），在 60 年代曾任多個婦女組織首長及保良總理，為早期的女太平紳士。

## 以其姓名命名的事物
- 九龍婦女福利會李炳紀念學校 （小學）
- 聖公會李炳中學 （中學）
- 李炳醫學圖書館（香港中文大學圖書館）